# حظ يا نصيب (مسلسل)
حظ يانصيب مسلسل إمارتي تراثي كوميدي من تأليف جمال سالم ومن إخراج عارف الطويل·

## قصة المسلسل
يأتي «نصيب» الذي يلعب دوره الممثل «جابر نغموش» إلى قرية ليبحث عن بيت ورثه من أحد قريباته ولكن يتقابل مع شخصية «خماس» التي يمثلها الفنان «أحمد الجسمي» وسعيد «أحمد الأنصاري» الذين يخفون عنه أنهم تصرفوا بهذا الورث وتبدأ المفارقات والمقالب بينهم حتى يكتشف نصيب أنهم باعوا البيت ويبدأ بالترصد لهم حتى ينجح في النهاية بالانتقام والنيل منهم.

## الممثلين
- جابر نغموش
- أحمد الجسمي
- أحمد الأنصاري
- حبيب غلوم
- محمد الجناحي
- رزيقة الطارش
- أحمد عيسى
- سلطان النيادي